# 前田近美
前田近美（日语：／ Maeda Konomi，10月15日—），日本女性配音員、旁白。出身於兵庫縣。自由身。身高154cm。O型血。

## 來歷
青二塾大阪校第11期畢業。以前隸屬於青二Production、Ability Produce。
青二Production Junior時期，前田近美與桑島法子、桂川千繪一起在聲優團體「S-nery」擔任偶像聲優。
身為關西人，她以精神抖擻而聞名，有傳言說她之所以擔任《幸運☆星》黑井奈那子，是因為希望前田表現得像其角色在酒會上那樣。
她與曾經一起出演《幸運☆星》的西原沙織一直是好朋友，成為自由工作者後，她將選角委託給了以西原為代表的SAOLIO。

## 人物
特長：關西方言、電腦教學。

## 演出
粗體字表示主要角色。

### 電視動畫
1996年
- 無家可歸的孩子蕾米（皮耶爾）
- 鬼太郎 (第4作)（1996年—1997年，村上祐子、護理人員、幽靈、健太、女性1）
- 名犬萊西（薩提斯）

1998年
- 遊☆戲☆王（影山三姊妹、薰子親衛隊、波基）

1999年
- 泡泡糖危機2040（瑪莉亞）

2001年
- 熱帶雨林的爆笑生活[4]（托波斯特）
- 星界的戰旗II（Darkness乘員C）
- 名偵探柯南（2001年—2007年，三井圓、友人）

2002年
- 神奇寶貝（小萌）

2004年
- 我們這一家（店員）

2005年
- 機動新撰組 萌之劍 TV（白虎）

2007年
- 幸運☆星（黑井奈那子[5]）

2011年
- 碎之星（雪花石膏像女性）

### 電影動畫
- 劇場版 遊☆戲☆王（1999年，聰）

### OVA
- 熱帶雨林的爆笑生活 DELUXE（2002年，托波斯特）
- 機動新撰組 萌之劍（2003年，白虎）
- 熱帶雨林的爆笑生活 FINAL（2003年，托波斯特）
- 幸運☆星OVA（原創等視覺與動畫）（2008年，黑井奈那子）
- 名偵探柯南 MAGIC FILE4 通往大阪什錦燒的艱險之路（2010年，女高中生）

### 遊戲
1998年
- 雷弩機兵II（日语：雷弩機兵ガイブレイブ）（澤克特）
- 星之丘學園物語 學園祭（日语：星の丘学園物語 学園祭）（藤野沙織）
- 瑪麗·凱林·角色班（日语：メリーメント・キャリング・キャラバン）（珍娜·福特）
- 英雄志願（日语：英雄志願）（盧瑞亞）
- Heartbeat Scramble（日语：ハートビートスクランブル）

1999年
- 宙斯II 屠殺之心（日语：カルネージハート#ゼウスII カルネージハート）（安娜·波森）
- 人偶情緣（今野園子）
- ～Art Camion～ 藝術傳（日语：爆走デコトラ伝説）（蟹崎百惠）

2002年
- 機動新撰組 萌之劍（白虎）
- Tomak ～Save the Earth〜Love Story（日语：Tomak〜Save the Earth〜Love Story）（張恩珠）

2003年
- GREEN GREEN 青青校樹 ～活力鐘聲～（楠木香織）

2004年
- 重生傳奇（尤西亞）

2007年
- 幸運☆星之森（黑井奈那子）

2008年
- 幸運☆星 ～陵櫻學園 櫻藤祭～（日语：らき☆すた 〜陵桜学園 桜藤祭〜）（黑井奈那子）

2009年
- 閃耀☆星 ～Rock'n'RollShow～（日语：キラ☆キラ）（亞紀）
- 幸運☆星 網路偶像名師（日语：らき☆すた ネットアイドル・マイスター）（黑井奈那子）

### 廣播劇CD
- 聖痕之喬卡
- 白倉由美（日语：白倉由美）作品集 Best Selection系列
  - VOL.1 S-nery Best盤『無法從夢中醒來』
  - VOL.3 S-nery Reading Story『去東京之星吧』總集篇
- 銀河鐵道之夜（札內利）
- 惡靈古堡（波比）
- Takara 莉卡娃娃電話（日语：リカちゃん#リカちゃん電話）（皮耶爾）
- 幸運☆星 廣播劇CD（Drama Complete Disk）（黑井奈那子）
- 宮河家的空腹 廣播劇CD 陵櫻學園高等學校文化祭會產生大恐慌的可能（黑井奈那子）

### 廣播劇
- EMERALD DRAGON（日语：エメラルドドラゴン）（妹妹）

### 外語配音

#### 電影
- 特警判官 ※VHS、DVD版。

### CD
- 少女的命運（S-nery）
- Feel for Love ～找尋愛情～（S-nery）
- 千之高原（S-nery）
- 幸運☆星 角色歌曲 Vol.012 奈那子與唯（日语：らき☆すた キャラクターソング#Vol.012 ななことゆい）

### 人偶劇
- 兒童人偶劇場（日语：こどもにんぎょう劇場） 「自私的大男人」（小孩）

### 活動
- 幸運☆星 in 武道館 為你而唱

### 電視旁白、報導
- 朝日電視台「Enter.Com」「Selection X」
- 富士電視台「直擊！傳聞的5人（日语：直撃!!ウワサの5人）」
- TBS「Pooh！（日语：Pooh!）」
- CS「太空淋浴TV電擊野郎艾維斯」
- 日本電視台「NNN NEWS PLUS 1（日语：NNNニュースプラス1）」（記者報導）

### 廣告旁白
- 電擊Game Cube
- ZAPPY
- 固力果 每日果實
- 日本火腿 SCHAU ESSEN香腸（日语：シャウエッセン）

## 腳註

## 外部連結
- 前田近美｜SAOLIO（西原沙織官方網站），存于 （日語）